# Thecla sinemacula
Thecla sinemacula är en fjärilsart som beskrevs av Thierry-mieg 1910. Thecla sinemacula ingår i släktet Thecla och familjen juvelvingar. Inga underarter finns listade i Catalogue of Life.